# 39557 Gielgud
39557 Gielgud este un asteroid care intersectează orbita planetei Marte.

## Descriere
39557 Gielgud este un asteroid care intersectează orbita planetei Marte. El prezintă o orbită caracterizată de o semiaxă mare de 2,27 ua, o excentricitate de 0,42 și o înclinație de 5,5° în raport cu ecliptica.